# Wassermühle Vörie

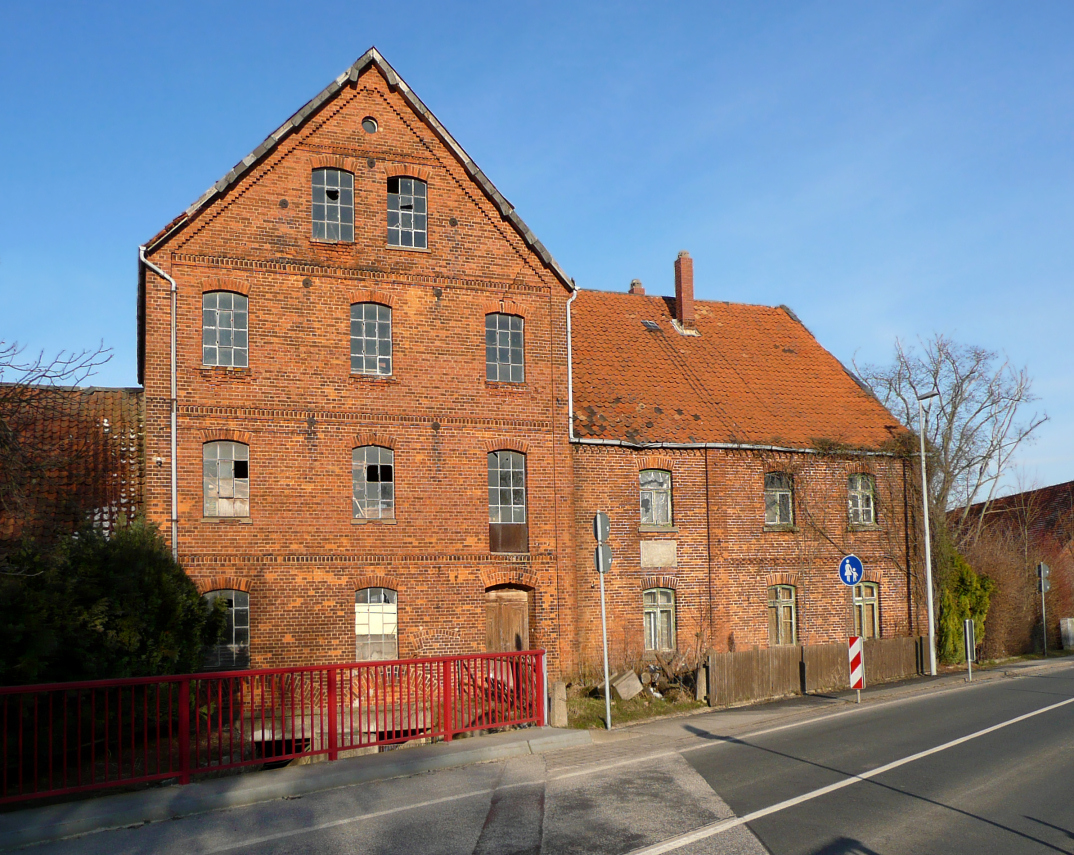
Wassermühle Vörie, 2013

Die früher auch Weißmühle oder Weizenmühle genannte Wassermühle ist ein denkmalgeschütztes Gebäude am Ortsrand von Vörie, einem Stadtteil von Ronnenberg in der Region Hannover in Niedersachsen.

## Geschichte

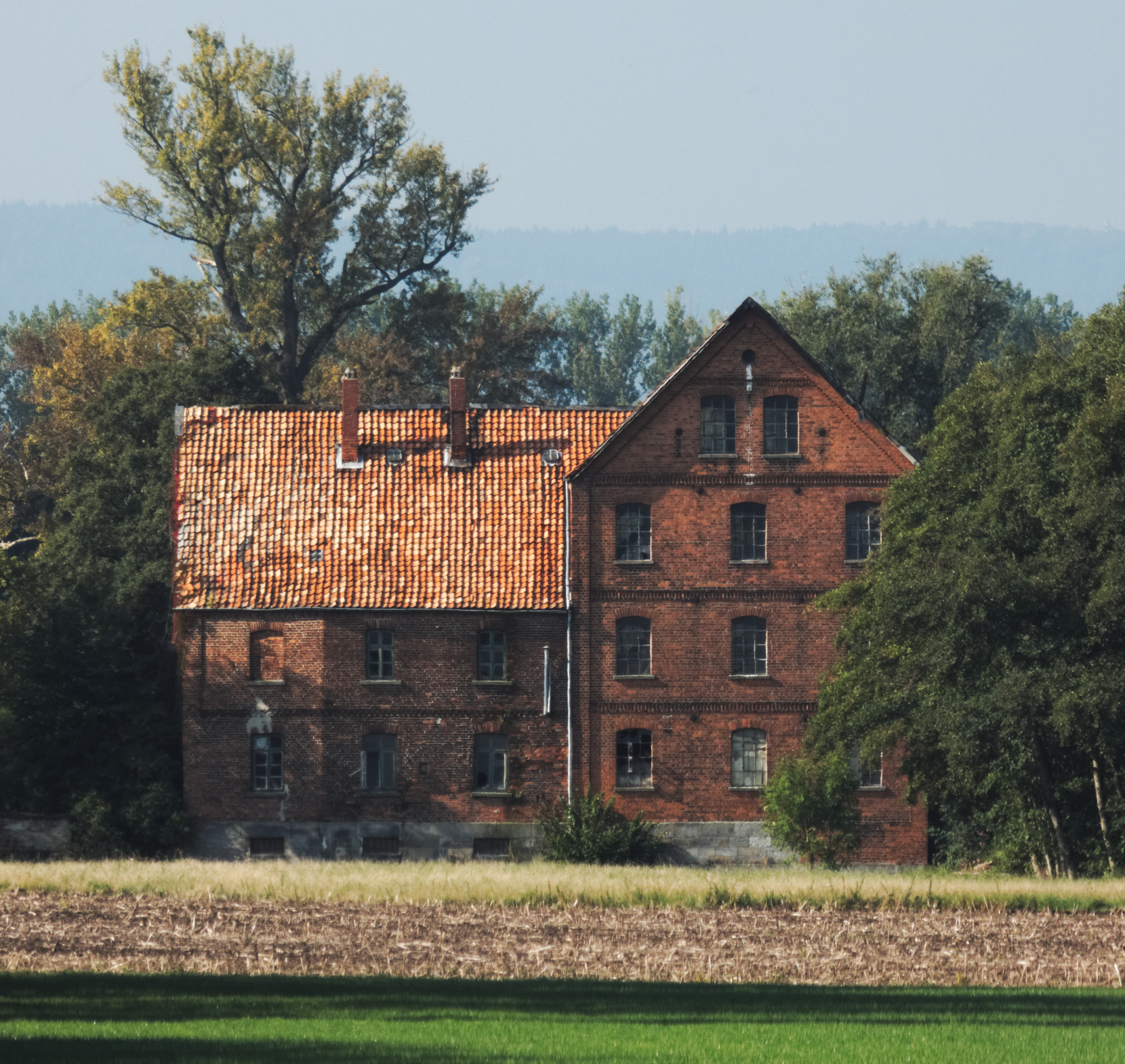
Ansicht der Gebäuderückseite

Eine Erwähnung einer Wassermühle bei Vörie gibt es laut Hodenbergs Urkundenbuch schon aus dem Jahr 1274. Erwähnt wird sie als „wismolen in Vordie“. Der Name bedeutet entweder „Wiesenmühle“ oder „Weizenmühle“. Das Kloster Wennigsen erwarb die Vismole vom Kloster Herse bei Paderborn. Der Name soll darauf hindeuten, dass in der Mühle Weizen vermahlen wurde. Doch das war für die Gegend und diese Zeit unwahrscheinlich. Dort waren damals Roggen, Hafer und Gerste die Hauptanbaufrüchte.
Eine Kanonissin aus der Familie derer „von Spole“ in Holtensen überschrieb die Mühle und vier Hufen Land bei Lemmie dem Kloster. 1568 gehörte sie Jobst und Heinrich von Lenthe. Bis 1852 verblieb sie bei dieser Familie. Nach Zerstörung im Dreißigjährigen Krieg erfolgte im Jahr 1646 der Neubau der Mühle. Von 1646 bis 1810 wurde die Wassermühle von Angehörigen der Familie Jürgens betrieben. Von 1810 bis 1853 war Ernst Meyer Müller in Vörie.
Anfang des 19. Jahrhunderts gehörten die Orte Vörie, Weetzen, Linderte, Ihme und Roloven zum Mahlbezirk. Der Müller Meyer zahlte jährlich 50 Taler Erbzins an den Eigentümer von Lenthe. Die Mühle produzierte Roggenmehl, Graupen und Öl. Der Ölmahlgang wurde im Jahr 1840 zur Verarbeitung von Weizen umgebaut.  Bei der Versammlung des Gewerbevereins für das Königreich Hannover im Jahr 1847
stellte Meyer das Modell einer zweigängigen Wassermühle aus.
Die Vörier Müller ab dem Jahr 1853 hießen Klußmann, Winkenwerder, Mävers und Heinrich Lindemann.
Seit 1895 war Lindemann Vöries letzter Müller. Er baute eine Turbine ein. Der Mühlenbetrieb wurde etwa 1940 eingestellt.
Da sich kein Pächter mehr fand, wurde die Mühle im Jahr 1957, oder nach anderer Darstellung 1960, stillgelegt.

## Beschreibung

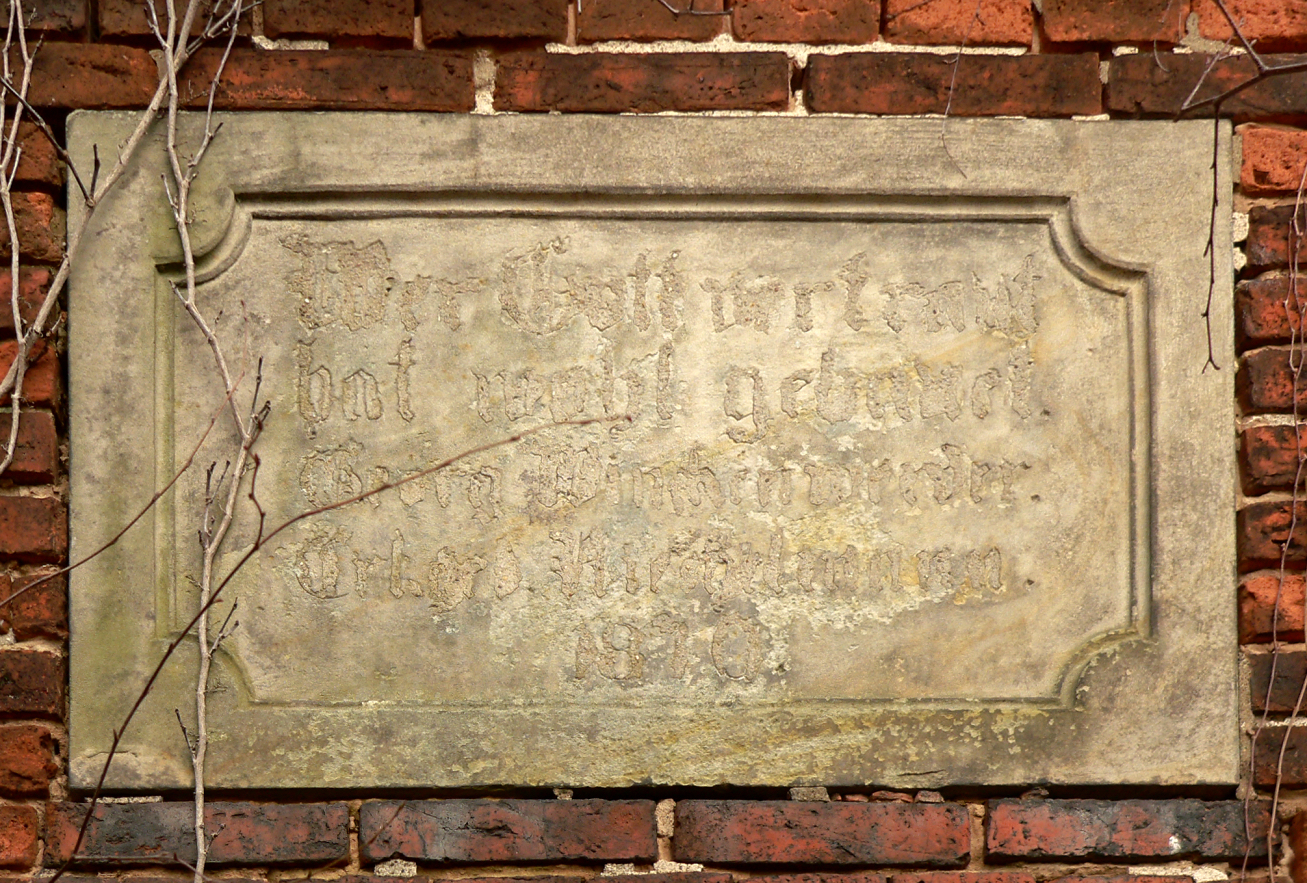
Inschrifttafel von 1870 an der Fassade

Die unterschlächtige Mühle war eine von vier Wassermühlen an der Ihme. Stromabwärts folgten die Bettenser Mühle, Kückenmühle und die Mordtmühle bei Ricklingen.
Bei Vörie trägt die Ihme den Namen Landwehr. Innerhalb des Fürstentums Calenberg und später des Königreichs Hannover lag hier die Grenze der Ämter Koldingen und Calenberg.
Das unter Denkmalschutz gestellte Mühlengebäude an der Landwehrstraße 16 in Vörie wurde im Jahr 1870 beziehungsweise um das Jahr 1900 errichtet. Das Mühlenhauptgebäude wurde im hochgebauten Kellergeschoss aus Sandstein in zwei traufparallelen Wasserdurchlässen mit korbbogengewölbter Decke vom Wasser der Landwehr unterquert.
Das aus roten Ziegeln gebaute Gebäude ist dreigeschossig. Die Fassaden sind durch umlaufende Geschoss- und Hauptgesimse mit Zahnschnitt, durch Eckgesimse und Fenster unter Segmentbögen gegliedert.
An der Südseite des Hauptgebäudes ist ein gleichartig gestaltetes zweigeschossiges Wohnhaus angebaut.
Die Anbauten an der Nordseite des Hauptgebäudes sind eingeschossige Ziegelbauten.

## Nachnutzung

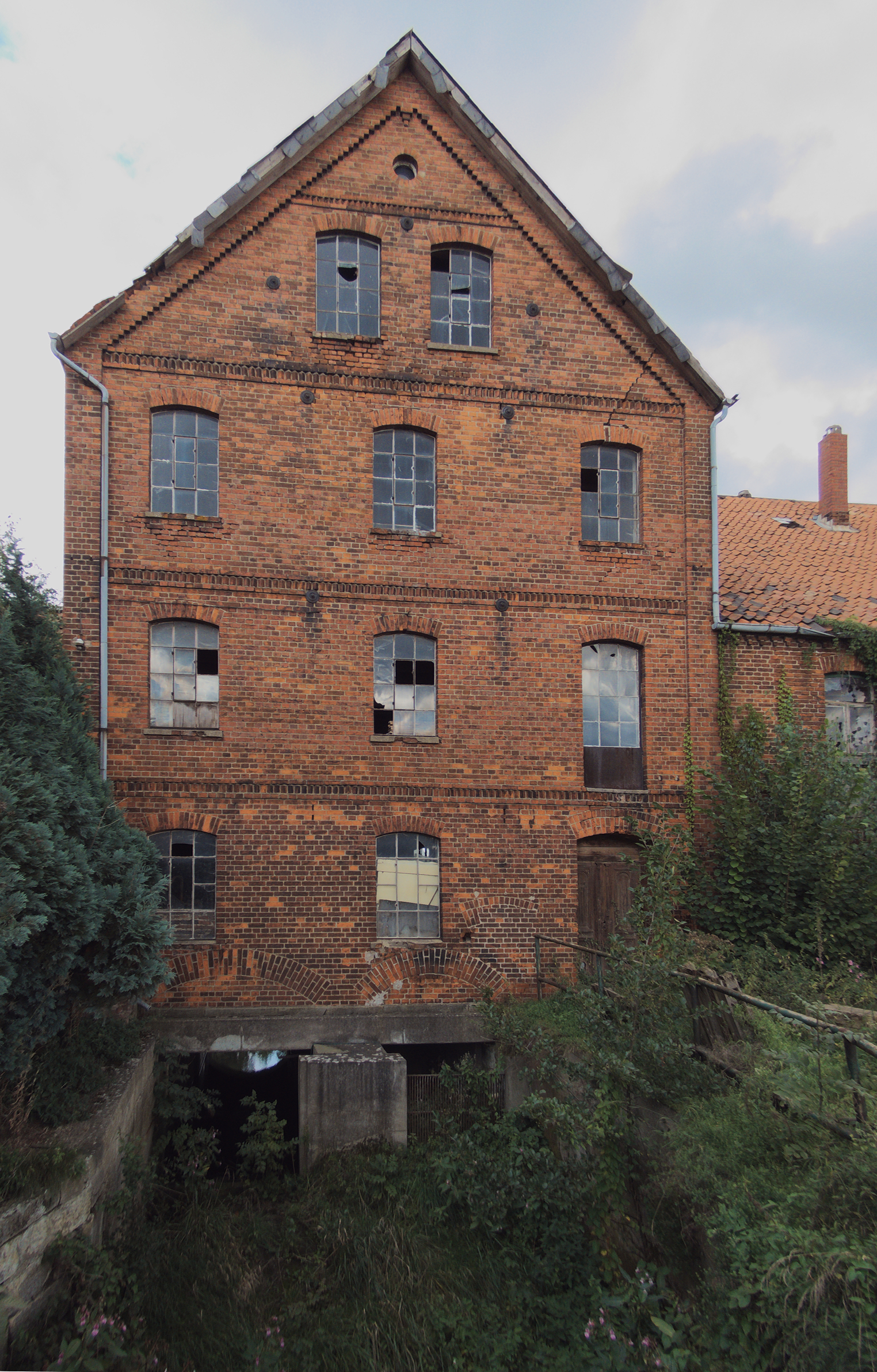
Hauptgebäude mit Wasserdurchlässen

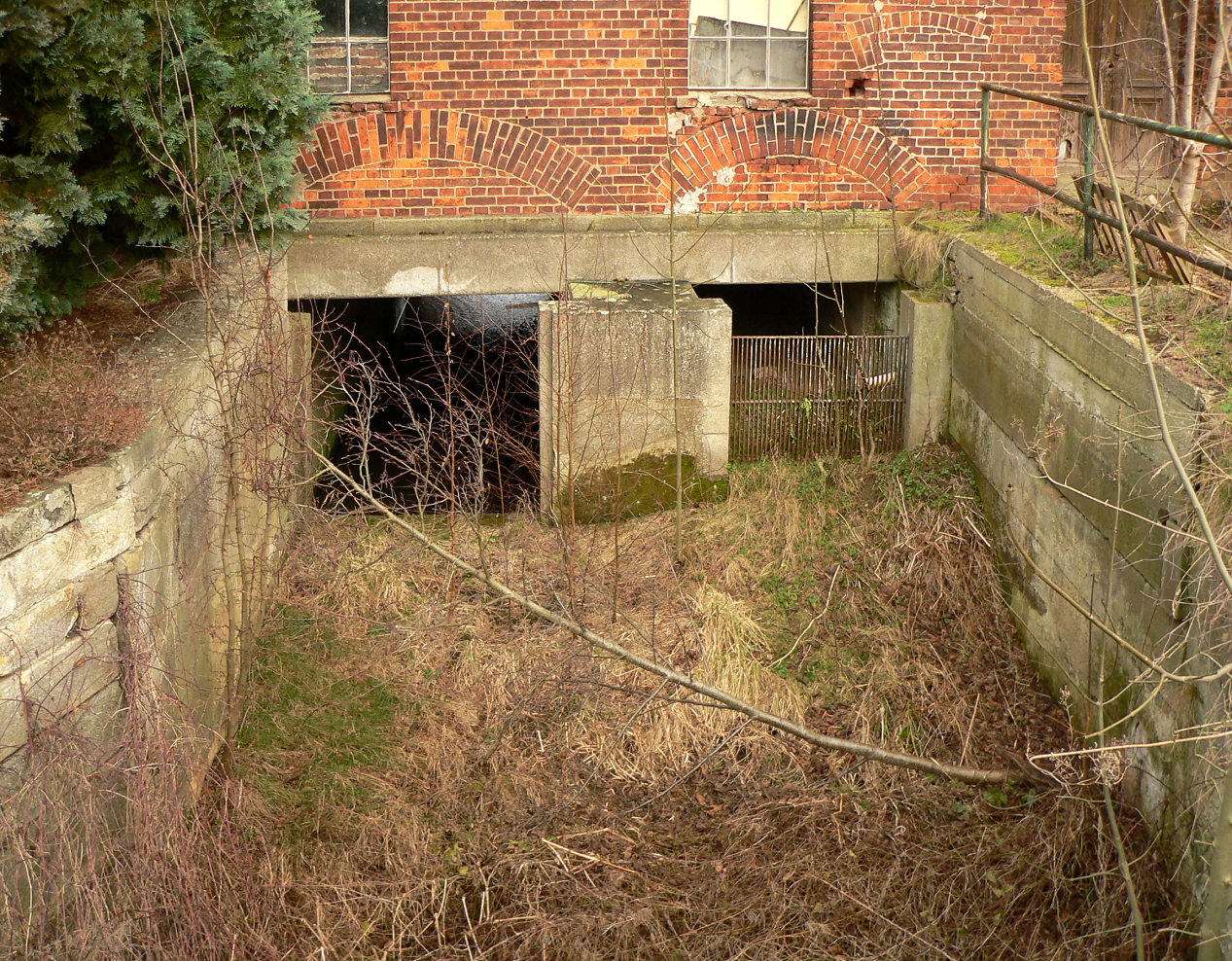
Detail der Wasserdurchlässe

Als vom niedersächsischen Umweltministerium ausgezeichnete Maßnahme zur naturnahen Umgestaltung der Ihme und zum Hochwasserschutz wurde das Gewässer im Sommer 2011 im Bereich von Vörie und der Wassermühle auf 750 m Länge in ein neu gebaggertes Bachbett verlegt. Der neue Umfluter ersetzt den zur Nutzung des Höhenunterschieds vor über 200 Jahren künstlich angelegten Mühlenstau. Der alte Wasserlauf soll nur noch bei Hochwasser Wasser führen. Durch die von Europäischer Union, dem Land Niedersachsen, der Region Hannover, dem Unterhaltungsverband Mittlere Leine, der Stadt Ronnenberg und einigen Landwirten finanzierte, 240.000 Euro teuren Wasserbaumaßnahme würde beispielsweise Lachsen eine Wanderung von der Nordsee bis ins Deistervorland möglich.
Laut dem Ergebnis der Bürgerbeteiligung zum Stadtentwicklungskonzept Ronnenberg 2030 soll das Gebäude der Wassermühle erhalten werden und wieder genutzt werden.